# Pulchrandus longimanus
Pulchrandus longimanus is een hooiwagen uit de familie Assamiidae.